# 宇宙船ビーグル号の冒険
『宇宙船ビーグル号の冒険』（うちゅうせんビーグルごうのぼうけん、英語: The Voyage of the Space Beagle）は、1950年に発売されたA・E・ヴァン・ヴォークトによる長編SF小説。タイトルはチャールズ・ダーウィンの著書『ビーグル号航海記』のもじりである。

## 概要
1000人ほどの科学者と軍人を乗せた巨大宇宙船ビーグル号が、宇宙の各地で様々な超能力をもった宇宙生命体と遭遇した際のできごとを描写する作品であり、雑誌に発表された4作の中編に加筆訂正を加えて長編に仕立てた作品である。
各中編の初出は以下の通り。執筆、発表順と物語の順序は異なっている。
1. 「Black Destroyer」 『アスタウンディング』1939年7月号
2. 「War of Nerves」『アザー・ワールズ（英語版）』1950年5月号
3. 「Discord in Scarlet」『アスタウンディング』1939年12月号
4. 「M33 in Andromeda」『アスタウンディング』1949年8月号

「Black Destroyer」はヴァン・ヴォークトの初めてのSF小説でもある。「Black Destroyer」はジョン・W・キャンベル編集長に絶賛され、既に人気の確立していたC・L・ムーアの作品を差し置いて、表紙絵の題材に選ばれての掲載であった。
中村融は「Black Destroyer」の魅力を以下のように分析している。
クァール
登場する宇宙生命体クァールが魅力的な「SF史上屈指のモンスター」であること。日本においても『ダーティペア』シリーズ（高千穂遙）に登場している。
クァールの視点と人間側の視点を交錯させた物語作り
人間側とクァールの双方からの視点によって、物語が立体的になり、読者は両者に感情移入できるようになるため、サスペンス性が増す。
知恵くらべによる戦い
人間側とクァールの戦いを「知恵くらべ」として描写した。数々の擬似科学的アイデアが盛り込まれ、読者にセンス・オブ・ワンダーを与える。
テクノ・ポエティックな文体
当時としても斬新なものだった文体は、2017年の時点でも魅力的である。
「怪物の視点に立った物語作り」はヴァン・ヴォークトのオリジナリティとして多くの論者から高く評価されている。水鏡子は「SF界で類を見ない」と評価すると共に、ヴァン・ヴォークトが無意識のうちに『シートン動物記』（アーネスト・トンプソン・シートン）の影響を受けていたのではないかと推測している。

## 日本語版
中編のうち「Black Destroyer」は「黒い破壊者」として、「War of Nerves」は「神経戦」として単独でも邦訳されている。

## 用語
ビーグル号
球形の宇宙船。球形であることと巨大であること以外の描写はほとんど無い。
800名以上の科学者を含む1000名が乗り込んでおり、責任者はリース船長（Captain Leeth）（リース大佐とする訳もある。海軍・空軍での呼称）。
科学者は専門分野ごとに部長が統括しており、全ての科学者の中からリーダーとして総監督が選挙で選ばれる。物語が始まった時点では数学部長のハル・モートンが総監督を務めている。
周期学説
「黒い破壊者」で日本人の考古学者苅田（なお、原作ではKoritaという名前であり、邦訳で名前が変わっている）が提唱した学説。オスヴァルト・シュペングラーの「循環史論」を宇宙規模に拡大したような学説。
この理論に基づいて、クァールの行動を予測する。
総合科学（ネクシャリズム、Nexialism）
「神経戦」で登場する。「黒い破壊者」には登場しない。
専門分化が進み視野狭窄になったそれぞれの分野の橋渡しをするために創設された（架空の）学問。笠井潔は「社会学、心理学、教育学といった社会・人間科学（人文科学、社会科学）諸分野を統合したもののように思われる」と解説している。睡眠学習であらゆる研究成果を情報として頭に詰め込む。
架空の学問ではあるが、アイザック・アシモフが「ファウンデーションシリーズ」で創作した心理歴史学ともども憧れの対象となることも多く、ポール・クルーグマンが経済学者を志したのも、総合科学者や心理歴史学者に憧れたからだと言われている。
実在の総合科学（synthetic science）とは異なる。
総合科学者（ネクシャリスト、Nexialist）
総合科学の学位を取得した研究者。本作（長編）の主人公エリオット・グローヴナーが該当する。
クァール、ケアル、キアル（Coeurl）
1章から6章、「黒い破壊者」に登場。

リーム人（Riim）
9章から12章、「War of Nerves」に登場。
鳥のような姿をしており、テレパシー能力を持つ。テレパシーによって人間を支配下に置こうとする。自身の身体から、芽をだすようにして繁殖する。
イクストル（Ixtl）
13章から21章、「Discord in Scarlet」に登場。
緋色の体色をした四本足の生命体。故郷の太陽が新星爆発したときに宇宙空間まで吹き飛ばされ、遠い星々から届くエネルギーで生きていた。自身の原子配列を変化させ、ビーグル号船内の金属壁を通過できる。生け捕りにした人間も同様に原子配列を変化させて連れ去ることができる。自身の胎内にある卵を人間の内臓に設置して繁殖することを目的としている。
アナビス（Anabis）
22章から28章、 「M33 in Andromeda」に登場。
生物の生命エネルギーを餌にして成長する生命体。最初はある惑星上の沼地から発生したが、やがてその惑星全体、その惑星が属する星系、悠久の時間を経てM33銀河全体を支配下に置いている。生命の発生しない環境にある惑星を、超時空間をとおして恒星からほどよい距離に移動させることも可能。こうすれば生命が発生し、自身の餌とすることができるからである。ビーグル号を発見したアナビスは、ビーグル号を支配し、地球を含む銀河の生命エネルギーを奪うことを目論む。